# Лелювеем
Лелюве́ем — река на Дальнем Востоке России. Протекает по территории Чаунского района Чукотского автономного округа.
Название в переводе с чук. Лелювээм — «усатая река».
Берёт истоки в ущелье Военных Топографов меж гор Илирнейского кряжа, впадает в Чаунскую губу Восточно-Сибирского моря. В верховье Лелювеем имеет явно выраженный горный характер (ветвистое русло, быстрое течение, перекаты). При выходе на равнину скорость течения падает, русло разбивается протоками, появляются обширные плёсы и эстуарии. В низовьях уровень реки зависит от высоты приливов — под воздействием северных ветров они подпруживаются, при этом возникает противотечение. Река вскрывается в первой декаде июня, замерзает в середине октября.
В среднем течении из Лелювеема вытекает протока Птичья, являющаяся левым притоком Омрелькая, который в свою очередь является притоком Пучевеема. Таким образом, для реки характерна бифуркация.
Отмечается образование наледей площадью 7,4 км².
Длина реки 203 км, площадь бассейна — 4540 км². Крупный приток — Ольвегыргываам.
Через реку проходит ледовая переправа автозимника Певек — Билибино.
В бассейне Лелювеема обнаружены запасы россыпного олова, золота.

## Притоки
Объекты перечислены по порядку от устья к истоку.
- 3 км: Ольвегыргываам
- 44 км: Поперечный
- 61 км: Скрытный
- 98 км: Яракваам
- 102 км: протока без названия
- 135 км: Луковый
- 150 км: река без названия
- 150 км: Бурливая
- 152 км: Тихая
- 164 км: река без названия
- 169 км: река без названия
- 171 км: Каменистая